# راکی هیل (کنتیکت)
راکی هیل (به انگلیسی: Rocky Hill) یک منطقهٔ مسکونی در ایالات متحده آمریکا است که در شهرستان هارتفورد، کنتیکت واقع شده‌است. راکی هیل ۳۵٫۸ کیلومتر مربع مساحت و ۱۹٬۷۰۹ نفر جمعیت دارد و ۶۸ متر بالاتر از سطح دریا واقع شده‌است.